# Delegazione italiana ai VI Global Games di Vichy
La cerimonia d’apertura dei  VI Virtus Global Games è avvenuta domenica 4 giugno alle ore 18.00. Il canottaggio ha gareggiato il 5 ed il 6 giugno in acqua ed il 7 e l’8 giugno indoor. Le gare di nuoto si sono disputate dal 6 al 9 giugno, l’atletica è scesa in pista dal 6 al 9 giugno mentre karate e taekwondo sono saliti sul tatami rispettivamente l’8 ed il 9 giugno.  La cerimonia di chiusura ha avuto luogo sabato 10 giugno alle 18.30.

## Portabandiera
La Portabandiera scelta per questa edizione è stata la nuotatrice triestina Giorgia Marchi, detentrice di 32 record italiani assoluti tra FISDIR e FINP sia in vasca lunga che corta. Giorgia, nonostante la giovane età, ha all’attivo numerose partecipazioni ad eventi internazionali come i Giochi Paralimpici di Tokyo 2020, I Global Games di Brisbane nel 2019, diverse edizioni dei Summer Games e degli European Para Youth Games.

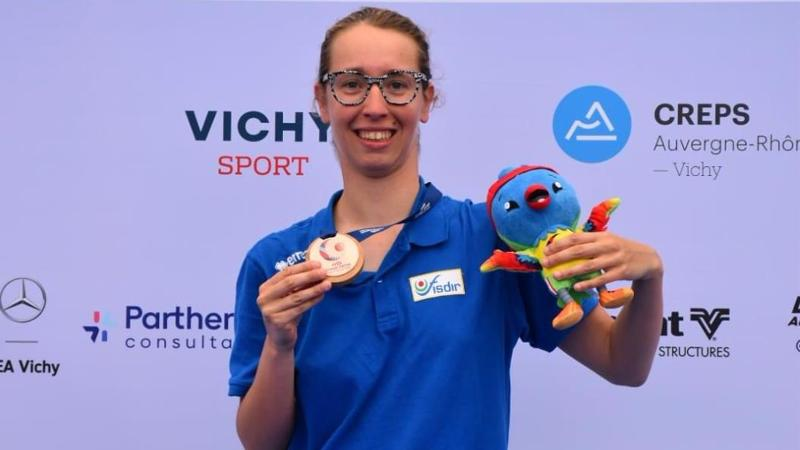
Giorgia Marchi a Vichy

## I Convocati
Atletica II1
Bertolaso Mario Alberto (A.S.D. A.S.P.E.A. Padova ONLUS)
Casadei Luigi (Anthropos A.S.D. Polisportiva e Culturale)
Colasuonno Simone (Ass. Polisportiva Elos Bitonto)
Dieng Ndiaga (Anthropos A.S.D. Polisportiva e Culturale)
Di Maggio Raffaele (Anthropos A.S.D. Polisportiva e Culturale)
Masia Chiara (A.S.D. Polisportiva Luna e Sole)
Schimmenti Gaetano (Anthropos A.S.D. Polisportiva e Culturale)
Seck Fallou (G.S.H. Sempione 82 A.S.D.)
Vallone Fabrizio (Anthropos A.S.D. Polisportiva e Culturale)

Atletica II2
Capitani Tiziano (U.S. Acli III Millennio)
D’agostino Nando (A.S.D. Polisportiva Tethys Chieti)
Gerini Daniel (Ass. Dil. Pol. Disabili Fabriano ‘Mirasole’)
Giannini Federico (A.S.D. Pietro Mennea Atletica Chieti)
Mancioli Luca (Ass. Dil. Pol. Disabili Fabriano ‘Mirasole’)
Orlando Nicole (Societa’ Ginnastica La Marmora A.S.D.)
Pertile Giulia (A.S.D. A.S.P.E.A. Padova ONLUS)
Piacentini Andrea (A.S.D. Atletica RCM Casinalbo)
Zeni Chiara (OSHA A.S.D. – APS)
Zendri Elisa (U.S. Quercia)

Atletica II3
Cabizza Federico (A.S.D. Polisportiva Luna e Sole)

Canottaggio II1
Di Donato Francesco Saverio (A.S.D. Accademia del Remo e dello Sport)
Hmoudi Ahmed (A.S.D. Canottieri Flora)
Guerra Giulio (Società Canottieri Milano Asd)
Tieghi Elisabetta (A.S.D. Canottieri Gavirate)
Piccininno Marta (Circolo Canottieri Irno A.S.D.)

Canottaggio II2
Appendino Andrea (Società Canottieri Armida A.S.D.)
Casetta Marta (Società Canottieri Armida A.S.D.)

Canottaggio II3
Mazzoletti Lorenzo (Società Canottieri Menaggio Asd)

Nuoto II1
Casali Kevin (A.D.U.S. Triestina Nuoto)
Marchi Giorgia (A.S.D. Verona Swimming Team)
Palazzo Misha (A.S.D. Verona Swimming Team)

Nuoto II2
Chiappa Sabrina      (A.S.D. Delfini Cremona Onlus)
Piccinini Francesco (A.S.D. PHB Polisportiva Bergamasca A.P.S.)
Roncato Giammaria (Sport Life ONLUS A.S.D.)
Scotti Andrea (A.S.D. Delfini Cremona Onlus)
Zaffaroni Paolo (Vharese A.P.D. A.P.S. ETS)

Nuoto II3
Andidero Chiara       (Virtus Buonconvento SSD A.R.L.)
Casara Federico      (A.S.D. A.S.P.E.A. Padova ONLUS)
Falchi Matteo            (Polisportiva Hyperion ONLUS A.S.D.)
Minnai Federico (S.S.D. Nuotatori Genovesi A R.L.)

Karate
Yakymashko Federica (FIJLKAM)
Alfonsi Daniele (FIJLKAM)
Allesina Mattia (FIJLKAM)
Daniele Montanari (FIJLKAM)

Taekwondo
Cianciotto Michele (FITA)
Delgadillo Zamora Joel (FITA)

## Staff Tecnico
Direttore Tecnico Nazionale
- Giancarlo Marcoccia

Atletica Leggera
- Mauro Ficerai
- Maria Lucia Bano
- Benedetta Bertelli
- Pietro Camporeale
- Giuseppe Raffermati
- Orazio Scarpa
- Tiziana Secchi

Nuoto
- Marco Peciarolo
- Nicoletta Carnevale
- Marco Cicconi
- Alessandro Cocchi
- Silvia Ferrari

Canottaggio
- Pierangelo Ariberti
- Cristina Ansaldi
- Lorena Fuina

Karate
- Luca Nicosanti
- Cinzia Colaiacomo

Taekwondo
- Luca Marcato

## Staff Federale
Capo Delegazione
- Marco Borzacchini

Segretario Generale
- Massimo Buonomo

Team Manager
- Vincenzo Galliano

Segreteria
- Fabiola Marcoccia

Addetto Stampa
- Simone Corbetta

Fotografo
- Flavio Fransesini

Medico di Squadra
- Angela Palomba

Fisioterapisti
- Francesco Saponaro
- Lorenzo Panico